# Liga Barrereña de Deportes
La Liga Barrereña de Deportes es la institución que se encarga de la promoción, organización y reglamentación de las competiciones de alto rendimiento del fútbol realizadas en la ciudad de Eusebio Ayala. Está afiliada a la Federación de Fútbol del Tercer Departamento Cordillera y esta a su vez a la UFI.
Tiene a su cargo el desarrollo del Torneo interno de mayores y juveniles de los clubes afiliados a la misma, así como la representación de la entidad, a través de la Selección Barrereña.

## Equipos

### Equipos Fundadores
- Club Acosta Ñu FBC
- Club Capitán García Ricardi
- Club 24 de Mayo
- Club 24 de Junio
- Club Sportivo Barrereño
- Club Sport Central de Cabañas Cué

### Equipos Actuales
Temporada 2023 (Incluido el Ascenso)
- Club 24 de Junio
- Club 24 de Mayo
- Club 3 de Febrero
- Club 6 de Enero
- Club Acosta Ñu FBC
- Club Atlético Curupa'yty
- Club Capitán García Ricardi
- Club Cerro Corá
- Club Coronel Gómez
- Club Flor de Mayo
- Club General Bernardino Caballero
- Club General Díaz
- Club Libertad
- Club Presidente Franco
- Club Sport Rubio Ñu
- Club Sportivo Aguaity
- Club Sportivo Barrereño
- Club Teniente Adolfo Rojas Silva
- Club Teniente Aníbal Añazco
- Club Unión Pacífico

## Palmarés
A continuación el historial de campeones por edición y cantidad de títulos de los equipos

### Títulos
| Equipo                            | Títulos | Subtítulos | Años campeón                                        | Años subcampeón                                            |
| --------------------------------- | ------- | ---------- | --------------------------------------------------- | ---------------------------------------------------------- |
| Acosta Ñu Football Club           | 8       | 6          | 1981, 1984, 1991, 1992, 2000, 2002, 2007, 2008      | 1983, 1989, 1998, 2001, 2004, 2011                         |
| Club General Díaz                 | 8       | 4          | 1997, 2001, 2003, 2004, 2005, 2014, 2016, 2017 2019 | 1996, 1999, 2008, 2022                                     |
| Club Sportivo Barrereño           | 7       | 3          | 1980, 1985, 1986, 1993, 1995, 2004 2009             | 1982, 1990, 2010                                           |
| Club Capitán García Ricardi       | 6       | 10         | 1981, 1990, 1994, 2006 2010, 2013                   | 1986, 1992, 2003, 2005, 2007, 2012, 2014, 2016, 2017, 2021 |
| Club General Bernardino Caballero | 5       | 3          | 2011, 2012, 2015, 2018, 2022                        | 1997, 2000, 2017                                           |
| Club 24 de Junio                  | 3       | 3          | 1982, 1983, 2021                                    | 1980, 1991, 2015                                           |
| Club Cerro Corá                   | 2       | 4          | 1996, 1998                                          | 1981, 1993, 1994, 2002                                     |
| Club Flor de Mayo                 | 2       | 0          | 1987, 1989                                          |                                                            |
| Club Unión Pacífico               | 1       | 0          | 1999                                                |                                                            |
| Club Sportivo Aguaity             | 0       | 4          |                                                     | 1987, 1988, 1995, 2019                                     |
| Club Presidente Franco            | 0       | 2          |                                                     | 1984, 1985                                                 |
| Club Atlético Curupa'yty          | 0       | 2          |                                                     | 2009, 2018                                                 |
| Club 6 de Enero                   | 0       | 1          |                                                     | 2006                                                       |

### Historial
| Edición | Campeón                           | Subcampeón                        |
| ------- | --------------------------------- | --------------------------------- |
| 1980    | Club Sportivo Barrereño           | Club 24 de Junio                  |
| 1981    | Acosta Ñu Football Club           | Club Cerro Corá                   |
| 1982    | Club 24 de Junio                  | Club Sportivo Barrereño           |
| 1983    | Club 24 de Junio                  | Acosta Ñu Football Club           |
| 1984    | Acosta Ñu Football Club           | Club Presidente Franco            |
| 1985    | Club Sportivo Barrereño           | Club Presidente Franco            |
| 1986    | Club Sportivo Barrereño           | Club Capitán García Ricardi       |
| 1987    | Club Flor de Mayo                 | Club Sportivo Aguaity             |
| 1988    | Club Capitán García Ricardi       | Club Sportivo Aguaity             |
| 1989    | Club Flor de Mayo                 | Acosta Ñu Football Club           |
| 1990    | Club Capitán García Ricardi       | Club Sportivo Barrereño           |
| 1991    | Acosta Ñu Football Club           | Club 24 de Junio                  |
| 1992    | Acosta Ñu Football Club           | Club Capitán García Ricardi       |
| 1993    | Club Sportivo Barrereño           | Club Cerro Corá                   |
| 1994    | Club Capitán García Ricardi       | Club Cerro Corá                   |
| 1995    | Club Sportivo Barrereño           | Club Sportivo Aguaity             |
| 1996    | Club Cerro Corá                   | Club General Díaz                 |
| 1997    | Club General Díaz                 | Club General Bernardino Caballero |
| 1998    | Club Cerro Corá                   | Acosta Ñu Football Club           |
| 1999    | Club Unión Pacífico               | Club General Díaz                 |
| 2000    | Acosta Ñu Football Club           | Club General Bernardino Caballero |
| 2001    | Club General Díaz                 | Acosta Ñu Football Club           |
| 2002    | Acosta Ñu Football Club           | Club Cerro Corá                   |
| 2003    | Club General Díaz                 | Club Capitán García Ricardi       |
| 2004    | Club Sportivo Barrereño           | Acosta Ñu Football Club           |
| 2005    | Club General Díaz                 | Club Capitán García Ricardi       |
| 2006    | Club Capitán García Ricardi       | Club 6 de enero                   |
| 2007    | Acosta Ñu Football Club           | Club Capitán García Ricardi       |
| 2008    | Acosta Ñu Football Club           | Club General Díaz                 |
| 2009    | Club Sportivo Barrereño           | Club Atlético Curupa'yty          |
| 2010    | Club Capitán García Ricardi       | Club Sportivo Barrereño           |
| 2011    | Club General Bernardino Caballero | Acosta Ñu Football Club           |
| 2012    | Club General Bernardino Caballero | Club Capitán García Ricardi       |
| 2013    | Club Capitán García Ricardi       | Club General Bernardino Caballero |
| 2014    | Club General Díaz                 | Club Capitán García Ricardi       |
| 2015    | Club Bernardino Caballero         | Club 24 de Junio                  |
| 2016    | Club General Díaz                 | Club Capitán García Ricardi       |
| 2017    | Club General Díaz                 | Club Capitán García Ricardi       |
| 2018    | Club General Bernardino Caballero | Club Atlético Curupa'yty          |
| 2019    | Club General Díaz                 | Club Sportivo Aguaity             |
| 2021    | Club 24 de Junio                  | Club Capitán García Ricardi       |
| 2022    | Club General Bernardino Caballero | Club General Díaz                 |